# カリフォルニア大学
カリフォルニア大学（カリフォルニアだいがく、英: University of California）は、カリフォルニア州オークランド市に本部を置くアメリカ合衆国の州立大学である。1877年に設置された。
10大学からなるカリフォルニア大学システム（UC system）はアメリカ合衆国で最大規模の州立大学群であり、カリフォルニア大学バークレー校を旗艦校としている。モットーはラテン語で「fiat lux」（「光あれ」の意味）。各キャンパスはそれぞれ独立に運営される別の大学であるため、カリフォルニア大学という大学が単体で存在する訳ではない。
在学者19万1000人以上と存命同窓生134万0000人以上を資金母体とした約49億米ドルの運用可能な基金を有している（アメリカ国内で7番目の規模）。

## 沿革
最初のキャンパス（現在のUCバークレー）は1868年に創立された。最も新しい10番目の大学はマーセド市近郊に2005年の秋に開校した。カリフォルニア州全土に10の大学（バークレー校、デービス校、サンディエゴ校、サンフランシスコ校、サンタ・クルーズ校、サンタ・バーバラ校、ロサンゼルス校、アーバイン校、リバーサイド校、マーセド校）を持ち、世界的にも有名な研究重視の大学群である。うちサンフランシスコ校は医学系大学院大学であるが、それ以外はそれぞれ総合大学である。図書館の書籍量、各研究機関など、世界でも屈指の規模とレベルを誇る。またサンフランシスコにキャンパスを有するロースクール、カリフォルニア大学ヘイスティングス法科大学院（University of California, Hastings College of the Law）はカリフォルニア大学の名を冠し提携関係にはあるものの、カリフォルニア大学システムとは独立に運営されている。

## 構成

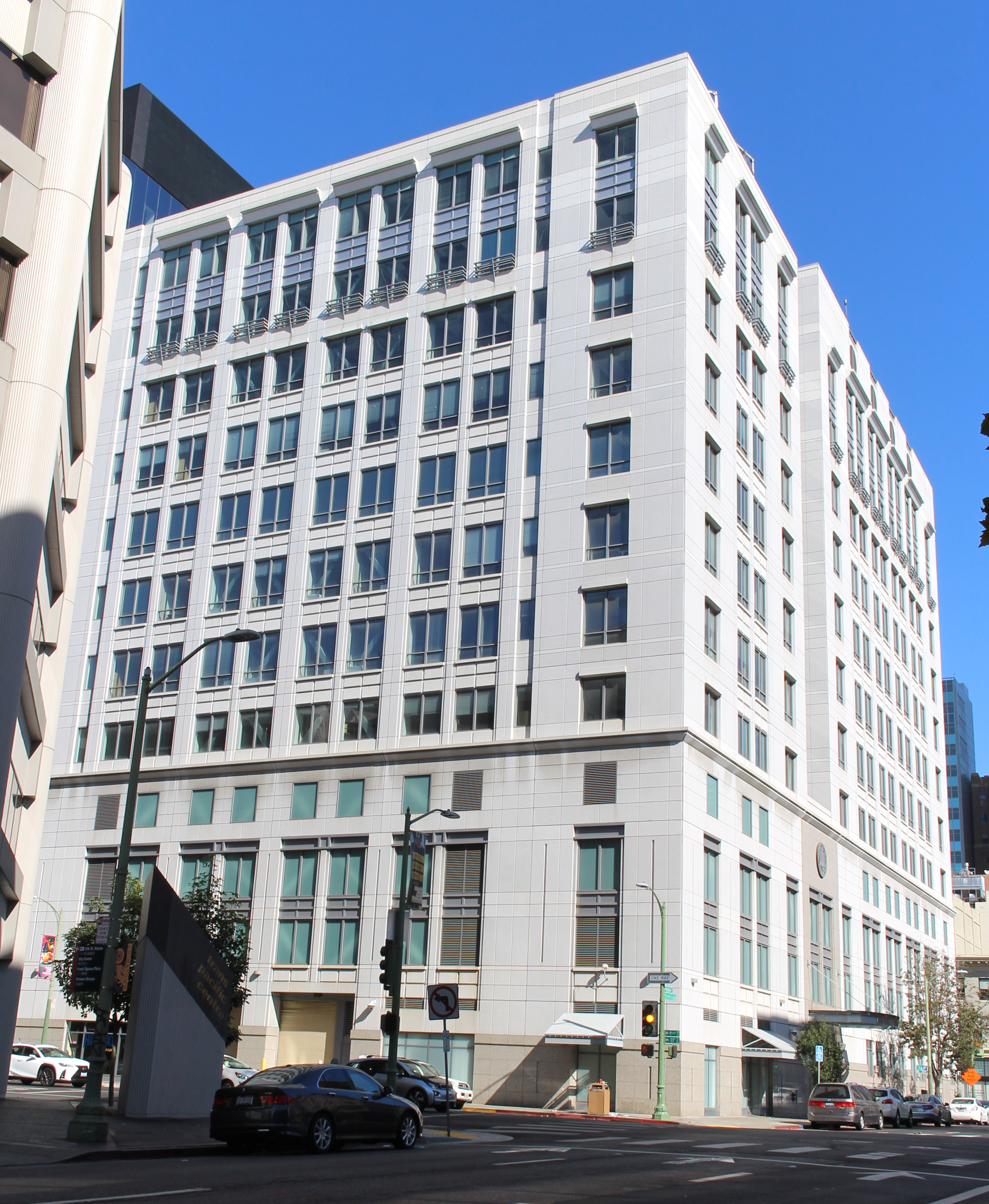
総長室

カリフォルニア州には、大きくわけて4つの大学システムがあり、一つはこのカリフォルニア大学システム（UC system）、別の州立大学システムであるカリフォルニア州立大学（CSU system）、2年制大学のCommunity College、そしてスタンフォード大学やカリフォルニア工科大学、南カリフォルニア大学等の私立大学がある。UCが研究重視そして大学院重視であるのに対し、CSUでは各学部教育そして教員養成や職業訓練が主な教育目標である。

## 学費
公立の大学であり学費は比較的安かったが、カリフォルニア州の財政危機の影響を受け近年では非常に値上がりしてきている。カリフォルニア大学バークレー校の場合、カリフォルニア州民に対しては、学部生では1年の授業料が約14,500米ドル、寮費や保険等の諸費用込みで約40,000米ドルである。日本からの留学などの州民以外の場合は、他州住民授業料が約30,000米ドルが加算されるため、1年の学費は約70,000米ドルとなる。

## 大学システムの各大学
- カリフォルニア大学バークレー校（UCB）（創立：1868年）
- カリフォルニア大学サンフランシスコ校（UCSF)（創立：1873年）
- カリフォルニア大学ロサンゼルス校（UCLA）（創立：1919年）
- カリフォルニア大学サンタバーバラ校（UCSB）（創立：1944年）
- カリフォルニア大学リバーサイド校（UCR）（創立：1954年）
- カリフォルニア大学デービス校（UC Davis）（創立：1959年）
- カリフォルニア大学サンディエゴ校（UCSD）（創立：1964年）
- カリフォルニア大学アーバイン校（UCI）（創立：1965年）
- カリフォルニア大学サンタクルーズ校（UCSC）（創立：1965年）
- カリフォルニア大学マーセド校（英語版）（UC Merced）（創立：2005年）

## 評価
カリフォルニア大学群は各種ランキングにおいて世界トップクラスの大学群として高く評価され、世界各地域の学界、政界および財界で大きな影響力を持っている。
- USニューズ&ワールド・レポートが毎年発表する全米大学ランキング（学部）「Best Colleges」の公立大学ランキング（Top Public School）では、2024年度は、バークレー校（Cal）とロサンゼルス校（UCLA）が同率第1位、デービス校（UCD）とサンディエゴ校（UCSD）が同率第6位、アーバイン校（UCI）が第10位、サンタバーバラ校（UCSB）が第12位とカリフォルニア大学郡が上位を独占している[7]。
- タイムズ・ハイアー・エデュケーション（THE）の"World University Rankings 2024"（世界大学ランキング 2024）によれば、カリフォルニア大学システムの中、バークレー校（Cal）が第9位、ロサンゼルス校 (UCLA) が第18位、サンディエゴ校（UCSD）が第34位、デービス校（UCD）が第59位、サンタバーバラ校（UCSB）が第69位、アーバイン校（UCI）第92位と、トップ100位以内に6校がランクインしている[8]。
- タイムズ・ハイアー・エデュケーション（THE）が毎年実施する学者へのアンケートをもとにした"World Reputation Rankings"において、2023年度はバークレー校（Cal）が第8位、ロサンゼルス校（UCLA）が第15位、サンディエゴ校（UCSD）が第30位、デービス校（UCD）が第51-60位、サンタバーバラ校（UCSB）が第71-80位など5校がトップ100位以内にランクインしている[9][10]。